# Mulegé (Municipalité)

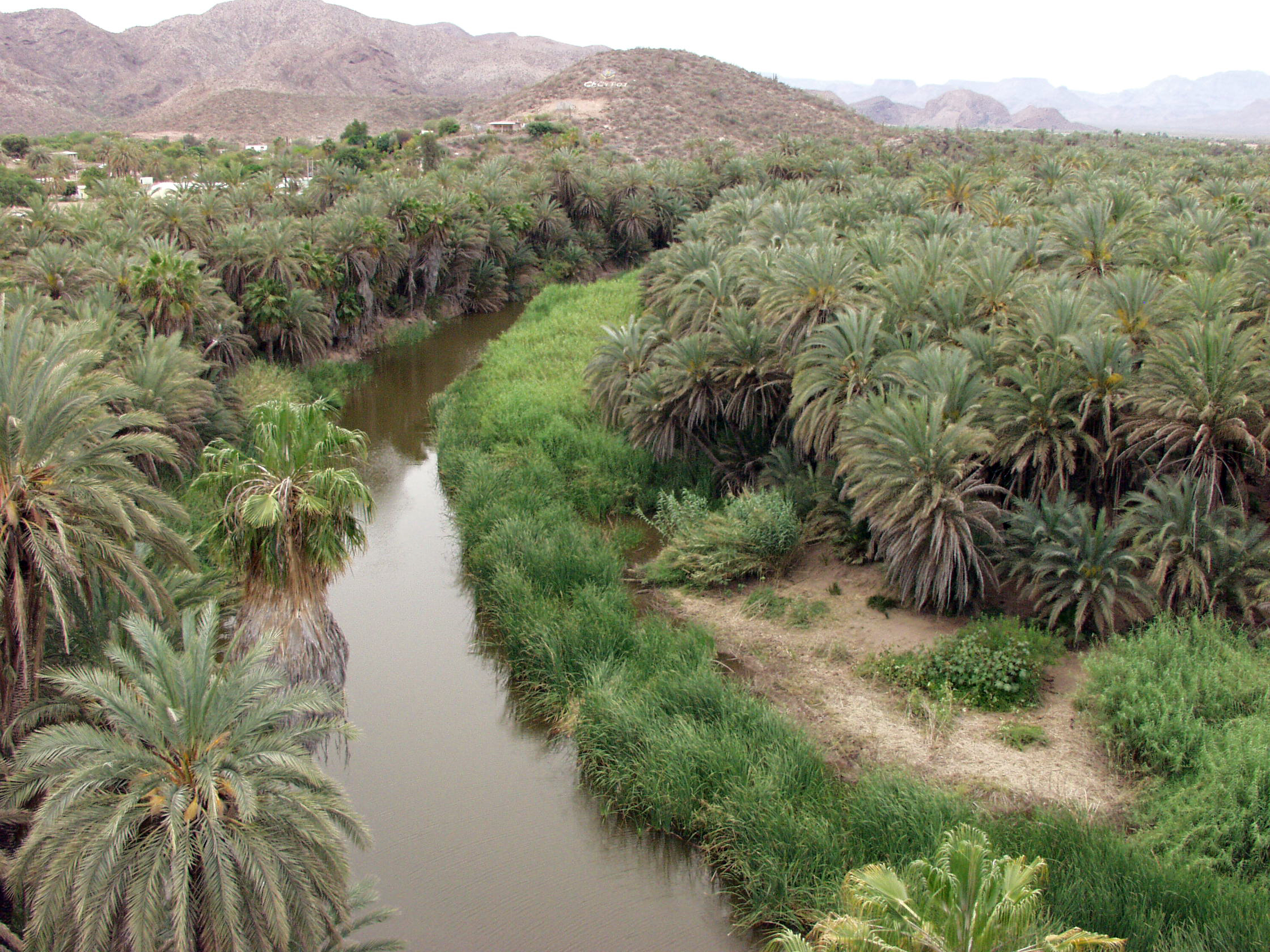
Oasis de Mulégé

Mulegé est une municipalité mexicaine de l'État de Basse-Californie du Sud dont le siège est la ville de Santa Rosalia.

## Géographie

### Situation
Mulegé s'étend sur 33 092 km2 et occupe toute la partie nord de l'État de Basse-Californie du Sud dont elle représente plus de 40 % de la superficie totale. Depuis 2021, elle est la plus vaste municipalité du pays. Bordée par l'océan Atlantique à l'ouest et par le golfe de Californie à l'est, elle est limitrophe de la municipalité de San Quintín, en Basse-Californie, au nord, et des municipalités de Comondú et de Loreto au sud.

### Subdivisions
La municipalité est divisée en six délégations, Bahía Tortugas, Guerrero Negro, Mulegé, San Ignacio, Santa Rosalia et Vizcaíno et regroupe au total 459 localités.

## Politique et administration
La municipalité est dirigée par un maire (« président municipal ») et un conseil, élus pour trois ans. Depuis 2021, la maire est Edith Aguilar Villavicencio, du Parti action nationale (PAN).